# Pfarrhaus Wettringen (Mittelfranken)

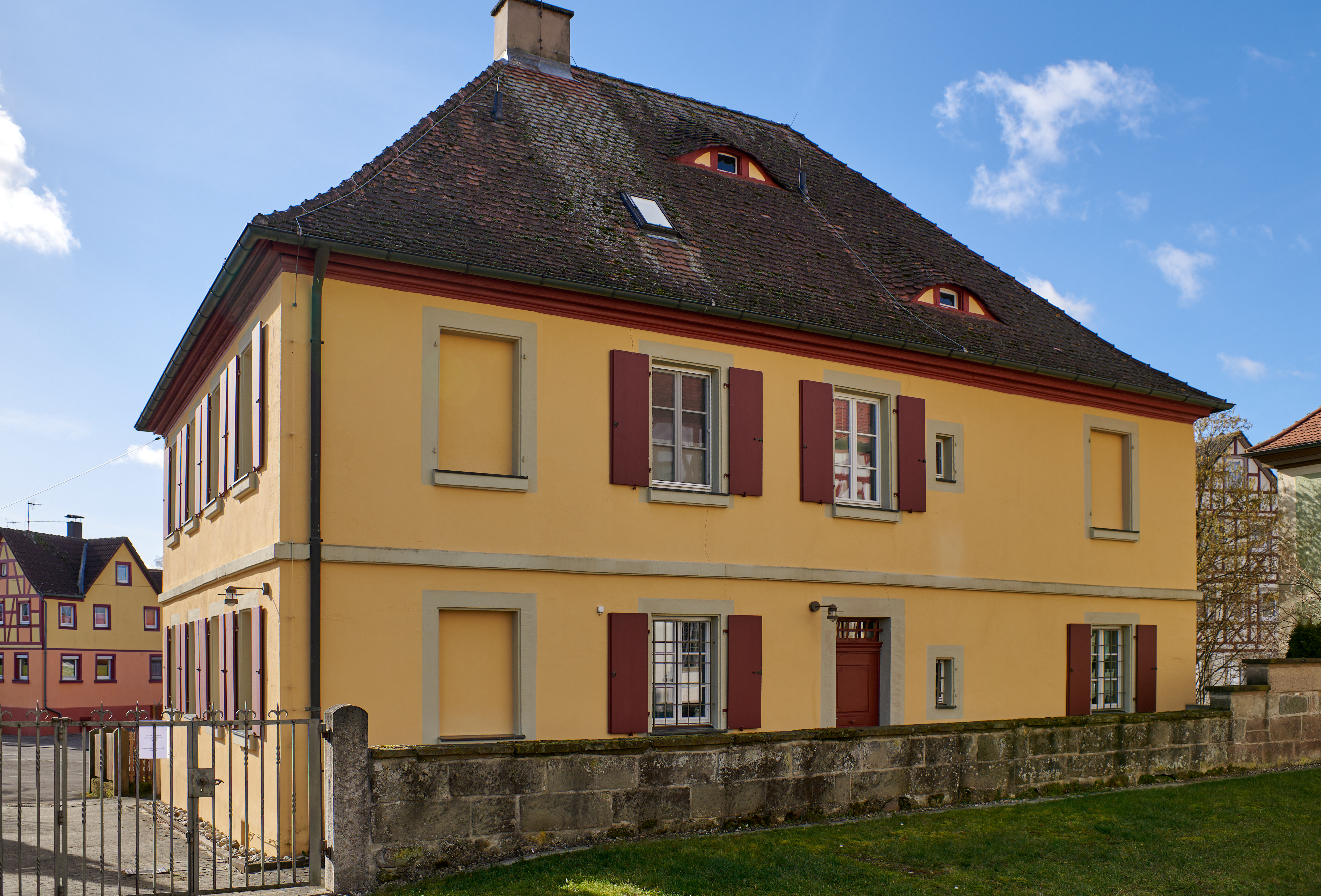
Pfarrhaus in Wettringen

Das evangelisch-lutherische Pfarrhaus in Wettringen, einer Gemeinde im mittelfränkischen Landkreis Ansbach in Bayern, wurde 1809 errichtet. Das Pfarrhaus an der Schulstraße 7, gegenüber der Pfarrkirche St. Peter und Paul, ist ein geschütztes Baudenkmal.
Der zweigeschossige Walmdachbau mit Gurtgesims und Hausteinelementen besitzt vier zu zwei Fensterachsen.